# Sydney Harbour Trust
Ne doit pas être confondu avec Sydney Harbour Federation Trust.
 (mars 2023).
Si vous disposez d'ouvrages ou d'articles de référence ou si vous connaissez des sites web de qualité traitant du thème abordé ici, merci de compléter l'article en donnant les références utiles à sa vérifiabilité et en les liant à la section « Notes et références ».
Le Sydney Harbour Trust, actif depuis le 1er novembre 1900, est responsable de l'amélioration et la préservation du port de Sydney, compris dans Port Jackson. Ce fonds est régi par un décret du Parlement de la Nouvelle-Galles du Sud et se compose de trois commissaires — dont un président — nommé par le gouverneur de l'État.